# Верхньоключівське сільське поселення
Верхньоклю́чівське сільське поселення (рос. Верхнеключевское сельское поселение) — сільське поселення у складі Нерчинського району Забайкальського краю Росії.
Адміністративний центр — село Верхні Ключі.

## Історія
Станом на 2002 рік існували Алеурський сільський округ (село Алеур) та Верхньоключівський сільський округ (села Борщовка, Верхні Ключі).

## Населення
Населення сільського поселення становить 481 особа (2019; 602 у 2010, 673 у 2002).

## Склад
До складу сільського поселення входять:
| Населений пункт    | Населення, осіб (2002) | Населення, осіб (2010) |
| ------------------ | ---------------------- | ---------------------- |
| Алеур, село        | 256                    | 213                    |
| Борщовка, село     | 4                      | 1                      |
| Верхні Ключі, село | 413                    | 388                    |